# Карпово-Обрывский
Карпово-Обрывский — хутор в Тацинском районе Ростовской области России.
Входит в состав Михайловского сельского поселения.

## География

### Улицы
- ул. Веденина,
- ул. Луговая,
- ул. Октябрьская,
- ул. Розы Люксембург.

## История
В 1853 году в хуторе была построена каменная церковь иконы Божией Матери «Одигитрия», ныне находящаяся в руинах.

## Население
| 2010 |
| ---- |
| 256  |